# Глазовский сельский округ (Серпуховский район)
Глазовский сельский округ — упразднённая административно-территориальная единица, существовавшая на территории Серпуховского района Московской области в 1994—2006 годах.
Глазовский сельсовет был образован в первые годы советской власти. По данным 1921 года он входил в состав Пригородной волости Серпуховского уезда Московской губернии.
В 1924 году к Глазовскому с/с был присоединён Скрыльевский с/с, но уже 4 ноября 1925 года он был выделен обратно.
В 1929 году Скрыльевский с/с был вновь присоединён к Глазовскому с/с.
В 1926 году Глазовский с/с включал 1 населённый пункт — село Глазово.
В 1929 году Глазовский с/с был отнесён к Серпуховскому району Серпуховского округа Московской области.
5 января 1931 года из Глазовского с/с в административное подчинение городу Серпухову были переданы селения Паниково и Скрылья, но уже 16 мая 1931 года они были возвращены обратно.
14 июня 1954 года к Глазовскому с/с был присоединён Гавшинский с/с.
1 февраля 1963 года Серпуховский район был упразднён и Глазовский с/с вошёл в Ленинский сельский район. 11 января 1965 года Глазовский с/с был возвращён в восстановленный Серпуховский район.
29 октября 1984 года из Глазовского с/с в Съяновский были переданы селения Воронино и Тверитино.
3 февраля 1994 года Глазовский с/с был преобразован в Глазовский сельский округ.
1 октября 2004 года в Глазовском с/о посёлок отделения Пущино совхоза «Большевик» был присоединён к деревне Пущино.
В ходе муниципальной реформы 2004—2005 годов Глазовский сельский округ прекратил своё существование как муниципальная единица. При этом все его населённые пункты были переданы в Сельское поселение Дашковское. К началу проведения муниципальной реформы в состав округа входили следующие населенные пункты:
- Акулово
- Гавшино
- Глазово
- Дернополье
- Злобино
- Мокрое
- Паниково
- Пущино
- Скрылья
- Судимля

29 ноября 2006 года Глазовский сельский округ исключён из учётных данных административно-территориальных и территориальных единиц Московской области.